# 1920年アントワープオリンピックのノルウェー選手団
1920年アントワープオリンピックのノルウェー選手団（1920ねんアントワープオリンピックのノルウェーせんしゅだん）は、1920年8月14日から9月12日にかけてベルギーのアントウェルペン州アントワープで開催された1920年アントワープオリンピックのノルウェー選手団、およびその競技結果。

## 概要
今大会は金メダル13個、銀メダル9個、銅メダル9個の合計31個のメダルを獲得した。

## メダル
| メダル | 選手名                                | 競技               | 種目         |
| ------ | ------------------------------------- | ------------------ | ------------ |
| 金     | ヘルゲ・ラヴランド                    | 陸上               | 男子十種競技 |
| 銀     | アンドレアス・クログ                  | フィギュアスケート | 男子シングル |
| 銀     | アレクシア・ブリン イングバル・ブリン | フィギュアスケート | ペア         |
| 銅     | マルティン・スティクスルート          | フィギュアスケート | 男子シングル |